# Psiarce
Psiarce (błr. Псярцы, Psiarcy) – wieś na Białorusi, w obwodzie grodzieńskim, w rejonie szczuczyńskim.

## Dane historyczne
Nazwa Psiarców (dawna nazwa - Psarce) nawiązuje do psiarzy - grupy ludności służebnej zajmującej się hodowlą, tresurą i prowadzeniem psów. Pierwsza wzmianka - w inwentarzach starostw i dzierżaw powiatu grodzieńskiego w roku 1765. W XIX w. Psiarce – wieś w powiecie lidzkim, własność Wilkańców. W roku 1844 liczy 33 domy. W wyniku Powstania Styczniowego zgodnie z rozkazem z dnia 10.12.1865 przymusowo sprzedana przez Teodora Wilkańca Piotrowi Uszakowowi za 1271 rubli. W roku 1905 w Psiarcach mieszkało 322 osoby. W II Rzeczypospolitej wieś należała do gminy wiejskiej Wasiliszki, w powiecie szczuczyńskim (do 1929 roku w powiecie lidzkim), w województwie nowogródzkim. W roku 1926 liczy 53 domy, 322 mieszkańca.
Od roku 1960 należy do rejonu szczuczyńskiego. Obecnie liczba mieszkańców Psiarców wynosi 38 osób.

## Kultura
W roku 1971 w Psiarcach z inicjatywy najstarszych mieszkańców wsi (H. Markiewicz, W. Publicewicz, M. Daszkiewicz oraz akordeonisty J. Zubryka) powstał chór pieśni ludowej, który cieszył się popularnością zarówno wśród mieszkańców okolicznych wsi, jak również był znany na poziomie republikańskim: m.in. wspomniano o nim w The Journal of Byelorussian Studies.

## Demografia
- 2010 — 38 mieszkańców
- 2001 — 40 domów, 77 mieszkańców
- 1999 — 82 mieszkańca
- 1964 — 79 domów, 390 mieszkańców
- 1940 — 73 domy, 387 mieszkańców